# Passerelle-Regelung
Als Passerelle-Regelung oder Passerelle-Klausel bzw. Passarelle-Klausel (von französisch passerelle „[kleine] Brücke“, „Überführung“), auch Brückenklausel, wird im Allgemeinen ein Verfahren bezeichnet, in dem ein Gremium, das eine Entscheidung eigentlich einstimmig treffen müsste, einstimmig beschließen kann, diese Entscheidung durch Mehrheitsbeschluss zu treffen. Derartige Regelungen finden sich etwa in manchen Staatsverträgen oder Verwaltungsabkommen der deutschen Bundesländer.

## Passerelle-Regelung der EU
Bekannt ist die Passerelle-Regelung, die durch den Vertrag von Lissabon in der Europäischen Union eingeführt wurde. Demnach kann der Europäische Rat (das Organ der Staats- und Regierungschefs) einstimmig beschließen, dass in bestimmten Politikbereichen, für die im Rat der Europäischen Union eigentlich Einstimmigkeit vorgesehen ist, mit qualifizierter Mehrheit beschlossen werden kann. Allerdings haben in diesem Fall die nationalen Parlamente (in Deutschland also Bundestag und Bundesrat) ein Vetorecht; sie könnten also eine derartige Entscheidung des Europäischen Rates blockieren.
Vollständig lautet die betreffende Stelle (Artikel 48 Absatz 7) im neuen EU-Vertrag:
einstimmig beschließt, kann der Europäische Rat einen Beschluss erlassen, wonach der Rat in
diesem Bereich oder in diesem Fall mit qualifizierter Mehrheit beschließen kann. Dieser Unterabsatz
gilt nicht für Beschlüsse mit militärischen oder verteidigungspolitischen Bezügen.

(2) In Fällen, in denen nach Maßgabe des Vertrags über die Arbeitsweise der Europäischen Union
Gesetzgebungsakte vom Rat gemäß einem besonderen Gesetzgebungsverfahren erlassen werden
müssen, kann der Europäische Rat einen Beschluss erlassen, wonach die Gesetzgebungsakte gemäß
dem ordentlichen Gesetzgebungsverfahren erlassen werden können.

(3) Jede vom Europäischen Rat auf der Grundlage von Unterabsatz 1 oder Unterabsatz 2 ergriffene
Initiative wird den nationalen Parlamenten übermittelt. Wird dieser Vorschlag innerhalb von sechs
Monaten nach der Übermittlung von einem nationalen Parlament abgelehnt, so wird der Beschluss
nach Unterabsatz 1 oder Unterabsatz 2 nicht erlassen. Wird die Initiative nicht abgelehnt, so kann
der Europäische Rat den Beschluss erlassen.

(4) Der Europäische Rat erlässt die Beschlüsse nach den Unterabsätzen 1 oder 2 einstimmig nach

## Passerelle-Regelung im Grundgesetz
Das Grundgesetz kennt nun im neu eingefügten Art. 91c Abs. 2 Satz 2 GG ebenfalls eine solche Regelung.